# Безбородьків
Безбородьків — село в Україні, у Прилуцькому районі Чернігівської області. Входить до складу Ічнянської міської громади. Населення становить 34 особи (2021). До 2017 року орган місцевого самоврядування — Бурімська сільська рада. У селі не працює ні магазин, ні клуб, нема навіть бібліотеки. Проте діє поштове відділення.

## Географія
Село Безбородьків знаходиться за 1 км від лівого берега річки Удай, вище за течією на відстані 1,5 км розташоване село Шиловичі,
нижче за течією на відстані 1 км розташоване село Селихів, на протилежному березі — село Припутні.
До села прилягають лісові масиви. Ні в списках населених пунктів Лівобережної України 1800 року, ні на мапі Шуберта 1869 року такого села не зафіксовано. За 1 км, ближче до р.Удай позначено х.Іченські.

## Населення

### Мова
Розподіл населення за рідною мовою за даними перепису 2001 року:
| Мова       | Кількість | Відсоток |
| ---------- | --------- | -------- |
| українська | 82        | 98.8%    |
| російська  | 1         | 1.2%     |
| Усього     | 83        | 100%     |